# Limón de Pica

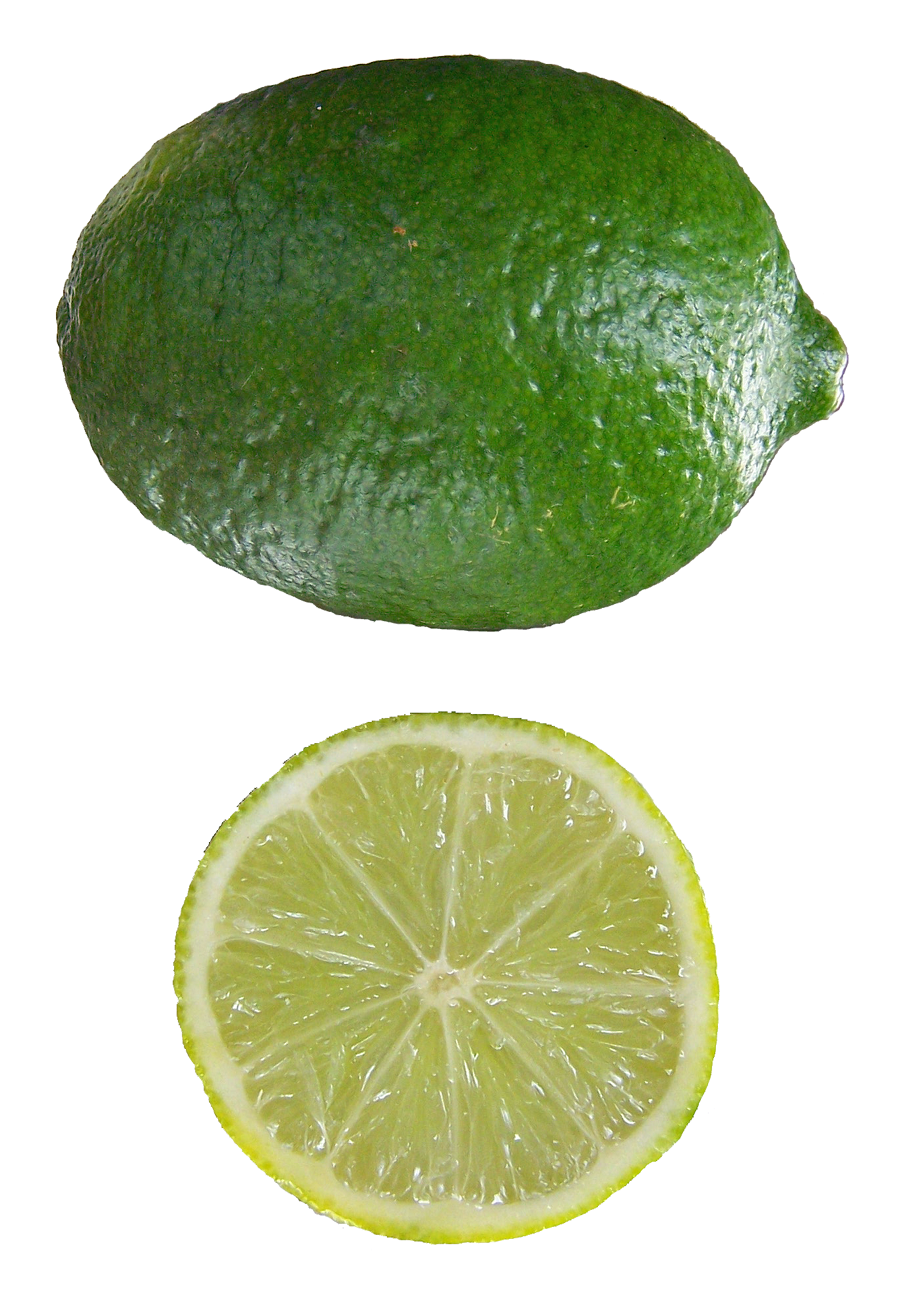
Limón de Picae - Citrus aurantifolia- ejemplar en México

El limón de Pica es una indicación geográfica para el fruto de Citrus × aurantifolia de variedad Swing producido en el oasis de Pica, en la Región de Tarapacá, Chile. Este limón, de forma esferoidal y elíptica, presenta un diámetro de 3 a 4 cm., su pulpa es de color verde, su jugo es de sabor ácido y presenta un fuerte aroma. Su alto volumen de jugo, mayor peso total y su alto contenido de aceites esenciales diferencian al limón de Pica con otras limas ácidas.
Tradicionalmente en Chile se asocia su consumo a la preparación de bebidas, en particular al pisco sour. En el año 2010 se convirtió en el primer producto chileno que obtuvo su registro como indicación geográfica por el Instituto Nacional de Propiedad Industrial.